# Salvátorské lúky
Salvátorské lúky este o arie protejată (arie specială de conservare — SAC, sit de importanță comunitară — SCI) din Slovacia întinsă pe o suprafață de 2,68 ha, integral pe uscat.

## Localizare
Centrul sitului Salvátorské lúky este situat la coordonatele 49°02′42″N 20°56′30″E / 49.045°N 20.941667°E.

## Înființare
Situl Salvátorské lúky a fost declarat sit de importanță comunitară în aprilie 2004 pentru a proteja 1 specie de plante. Situl a fost protejat și ca arie specială de conservare în martie 2004.

## Biodiversitate
Situată în ecoregiunea alpină, aria protejată conține 4 habitate naturale: Mlaștini alcaline, Liziere de ierburi înalte hidrofile de câmpie și de nivel montan până la alpin, Fânețe de joasă altitudine (Alopecurus pratensis, Sanguisorba officinalis), Păduri aluvionare cu Alnus glutinosa și Fraxinus excelsior (Alno-Padion, Alnion incanae, Salicion albae).
La baza desemnării sitului se află o specie protejată de  plante: curechi de munte (Ligularia sibirica).
Pe lângă speciile protejate, pe teritoriul sitului au mai fost identificate 10 specii de plante, 1 specie de nevertebrate.